# Mirador Deporte y Casal
Mirador Deporte y Casal är en volleybollklubb (damer) från Santo Domingo, Dominikanska republiken. Klubben grundades 14 juni 1970. Den har blivit dominikansk mästare över 20 gånger. Laget kom fyra vid världsmästerskapet i volleyboll för klubblag 2010 och 2011.